# Francesco Piria
Francesco Piria (Montevideo, 21 agosto 1847 – Montevideo, 11 dicembre 1933) è stato un imprenditore, giornalista e politico uruguaiano di origini italiane famoso principalmente per avere creato in Uruguay una città balneare che porta il suo nome: Piriápolis.

## Biografia
Francesco Piria nacque a Montevideo da Lorenzo Piria e Serafina De Grossi, emigrati da Genova in Uruguay ai primi dell'Ottocento.
Studiò in Italia e si arruolò nell'esercito quando tornò a Montevideo a 16 anni. Fece molte attività, ma eccelse come imprenditore e costruttore.
Si sposò con una ragazza dell'alta società uruguaiana, dalla quale ebbe 4 figli.
Dai suoi viaggi in Italia ed Europa trasse l'idea di creare vicino alla capitale uruguaiana una cittadina balneare sul modello di Diano Marina, nella Riviera ligure. Infatti nel 1897 fondò Piriápolis, a cui dedicò tutta la sua capacità creativa ed i suoi ingenti mezzi economici.
Piria divenne uno dei maggiori magnati del Sudamerica, famoso nel mondo per i suoi legami colla massoneria internazionale.
Morì nel 1933 dopo avere inaugurato nella sua Piriápolis un monumentale albergo (l'Hotel degli Argentini), all'epoca il maggiore di tutta l'America latina.

## Opere
Francesco Piria iniziò la sua carriera di imprenditore a Montevideo creando un'agenzia immobiliare che promosse la costruzione di molte sezioni della città.

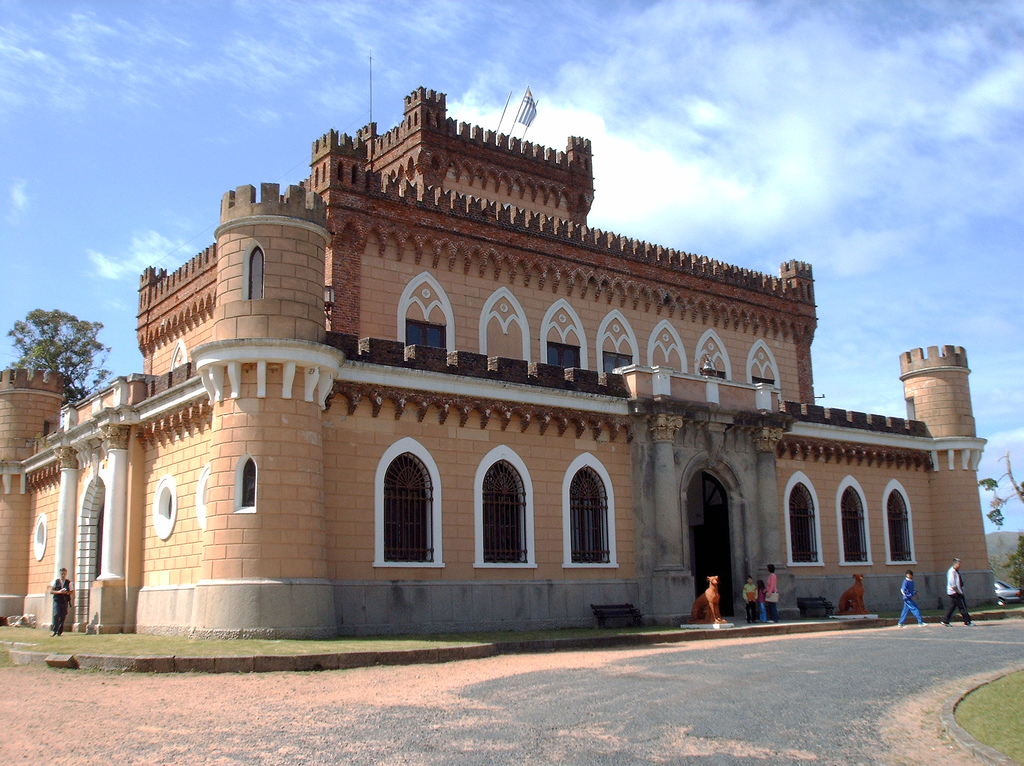
Castello di Piria a Piriápolis

In quegli anni creò il quotidiano La Tribuna Popular con cui si dedicò anche al giornalismo, tentando la via della politica uruguaiana senza troppo successo (principalmente per via dei suoi legami con la massoneria).  Piria (che praticava un poco l'alchimia) appartenne all'ordine segreto dei Rosacroce, nel quale ricoprì una carica elevata. La sua affiliazione lo aiutò, in parte, a diventare un magnate dell'Uruguay.
Da giovane Francesco Piria promosse idee socialiste moderate e compose nel 1898 un libro visionario (intitolato Il Socialismo trionfante) sul possibile futuro dell'Uruguay, che raccolse alcuni giudizi positivi tra i critici.
Nel 1890 comprò 2.700 ettari sulla costa a circa 100 km dalla capitale e, grazie ad idee avute nei suoi viaggi in Europa ed Italia vi concepì successivamente una nuova località balneare sul modello di quelle della Riviera ligure e della Costa azzurra: Piriápolis.
Nel 1897 vi innalzò la sua residenza detta Castello di Piria, su modello rinascimentale. Inoltre vi fece alberghi, chiese, parchi, condomini, scuole e finanche un treno a scartamento ridotto per promuoverne il turismo.

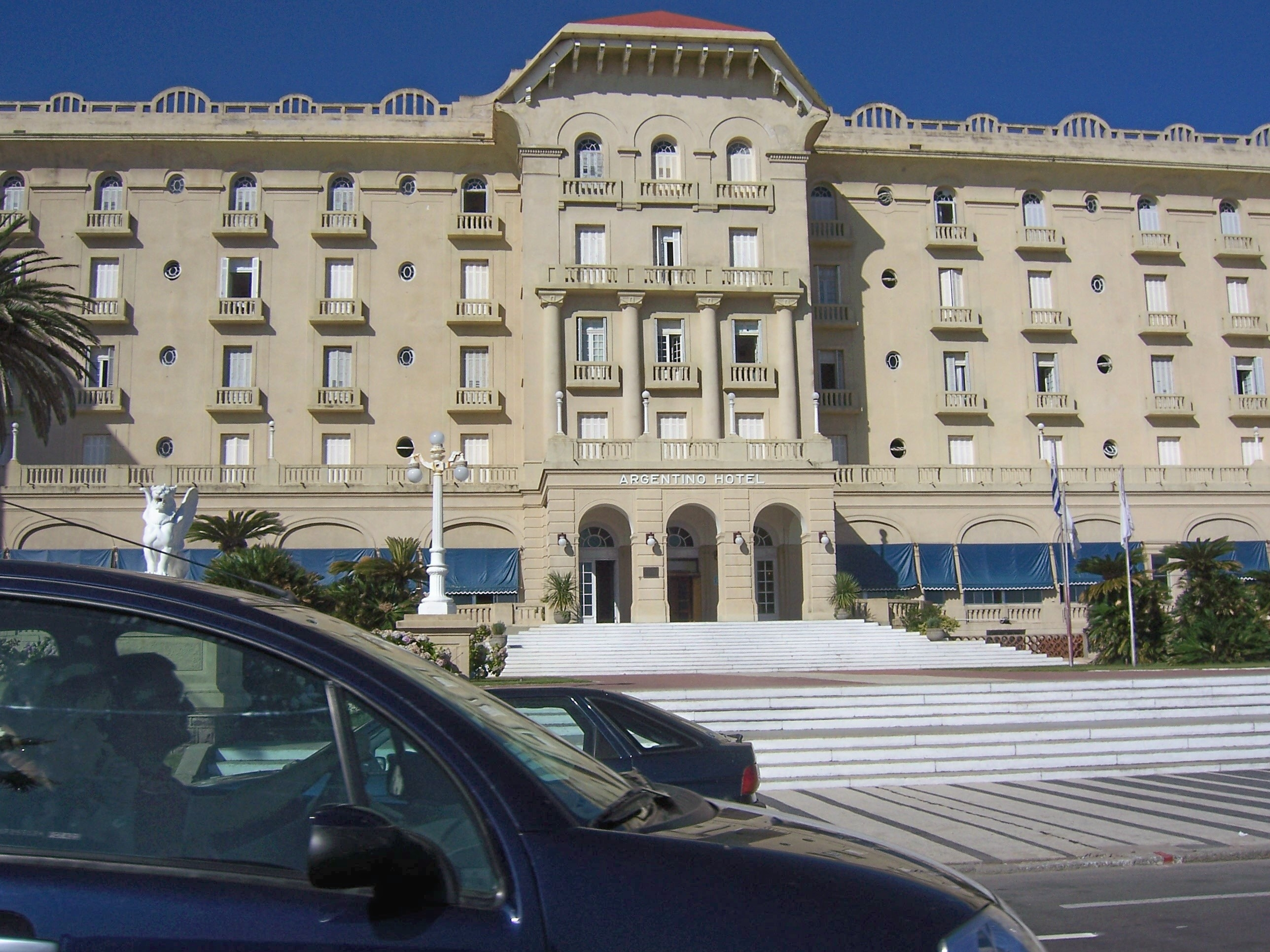
Hotel degli Argentini

Nel 1910 costruì il lungomare di Piriápolis, detto "Rambla", lungo circa 10 km, alberato sul modello di Diano Marina. Alle spalle del lungomare vi sono colline che ricordano la Riviera ligure e Piria le fece raggiungere con una seggiovia panoramica.
Nel 1917 fece realizzare a Montevideo la propria residenza, il Palazzo Piria, oggi sede della Corte suprema di giustizia dell'Uruguay.
Nel 1919 Francesco Piria fondò un partito politico (che chiamò Union Democratica, di stampo conservatore) e tentò di farsi eleggere Presidente dell'Uruguay, ma raccolse pochi voti.
Nel 1920 iniziò la costruzione di un monumentale albergo per 1.200 ospiti, l'"Hotel degli argentini", che fu inaugurato dieci anni dopo come il più lussuoso dell'intera America Latina.
L'albergo, con una maestosa facciata di 120 metri, fu dotato di ogni amenità con sfoggio di sfarzosa ricchezza. Piria apportò a sue spese il vasellame dalla Germania, la cristalleria dalla Cecoslovacchia, il mobilio dall'Austria e la decorazione artistica dal Regno d'Italia.